# 扎细街道
扎细街道（藏語：གྲ་བཞི་），是中华人民共和国西藏自治区拉萨市城关区下辖的一个乡镇级行政单位。

## 行政区划
扎细街道下辖以下地区：
扎细社区、扎细新村社区、雄嘎社区、团结新村社区和尼卓林社区。